# Bud Shank
Bud Shank, geboren als Clifford Everett Shank (Dayton, 27 mei 1926 - Tucson, 2 april 2009), was een Amerikaanse jazzmuzikant (saxofoon, fluit) en arrangeur.

## Biografie
Shank leerde vanaf 10-jarige leeftijd klarinet en vanaf 14-jarige leeftijd saxofoon spelen. Na zijn studie op een college in North Carolina ging hij in 1947 naar de Amerikaanse westkust en speelde hij vervolgens tot 1948 op de tenorsaxofoon bij Charlie Barnet. Vervolgens was hij tussen 1950 en 1951 werkzaam bij Stan Kenton, waar hij een vroege solo opnam op de jazzfluit. Na zijn militaire diensttijd nam hij in 1953 op met Gerry Mulligans tentet. Bij Shorty Rogers kreeg hij onderricht in compositie. Tussen 1953 en 1956 was hij vast lid van de Lighthouse All Stars en was hij betrokken bij diens opnamen met Chet Baker resp. Miles Davis. Vervolgens leidde hij zijn eigen kwartet. Hij trad ook op met Shorty Rogers, Pete Rugolo, Teddy Charles en June Christy. Hij speelde met Bob Cooper ook in vele andere projecten, zoals hun conceptalbum Flute and Oboe. Met Shelly Manne en Maynard Ferguson werkten de beide blazers in 1957 een Europese tournee af, waar ze speelden met Attila Zoller, Albert Mangelsdorff en Gary Peacock. 
Vanaf midden jaren 1960 verdiende hij zijn geld als studiomuzikant en filmcomponist, nam hij ook albums op met Braziliaanse en easy listening-muziek, waaronder met Sérgio Mendes, speelde hij de fluitsolo bij California Dreamin'  van The Mamas and the Papas en trad hij nu en dan op in de jazzcontext. In 1974 formeerde hij met Ray Brown, Jeff Hamilton en Laurindo Almeida The L.A. 4, waarmee hij meer dan een decennium optrad. Midden jaren 1990 ging hij met Shorty Rogers op een Europese tournee, met wie hij ook in 1991 de Lighthouse All Stars in ere herstelde. Shank was ook betrokken bij muzikale grensoverschrijdingen en speelde al in 1962 met Ravi Shankar en later met de Japanse kotospeler Kimio Eto. Bij zijn multimedia-opvoering Lost Cathedral was ook Jay Clayton betrokken.
Hoewel Shank tijdens de jaren 1950 in Europa als altsaxofonist veel waardering kreeg, had hij toentertijd zijn waarschijnlijk belangrijkste bijdrage geleverd als fluitist. Zijn frasering, zijn uitdrukkingsvermogen en zijn soepele klank op het instrument zijn vooral in de cooljazz-context opmerkelijk. In 1986 stopte hij echter met dit instrument. Was hij tijdens de jaren 1950 op de saxofoon een ideale typische vertegenwoordiger van de slanke westkust-klanken, zo werd zijn sound sinds de jaren 1980 gekenmerkt door ruwere en vollere klanken.
In de laatste jaren speelde hij ook met jongere muzikanten als Lewis Nash en Cyrus Chestnut. In 2005 formeerde hij de Bud Shank Big Band en in 2007 bracht hij met de pianist Bill Mays het album Beyond the Red Door uit. Nog op 1 april 2009 nam hij in San Diego een nieuw album op.

## Overlijden
Bud Shank overleed in april 2009 op bijna 83-jarige leeftijd.

## Discografie
- 1998: The Pacific Jazz Bud Shank Studio Session (1956–61) – (Mosaic) – 7 lp's en 5 cd's met Claude Williamson, Don Prell, Chuck Flores, Jimmy Pratt, Larry Bunker, Al Hendrickson, Jimmy Rowles, Joe Mondragon, Mel Lewis, Billy Bean, Gary Peacock, Carmell Jones, Dennis Budimir, Bob Cooper, Shelly Manne
- 1990: Lost in the Stars (Fresh Sound Records, met Lou Levy)
- 2006: Beyond the Red Door (Jazzed Media, met Bill Mays)